# Mentalist
 Der er for få eller ingen kildehenvisninger i denne artikel, hvilket er et problem. Du kan hjælpe ved at angive troværdige kilder til de påstande, som fremføres i artiklen.

En mentalist er en form for tryllekunstner, der ved hjælp af sine mentale evner kan læse tanker eller lignende. En mentalist bruger tale, kropsprog, observationsevner og hypnose, til at læse en persons tanker, eller præge dem til at vælge et bestemt kort.
Der har igennem tiden været mange kendte mentalister, og nogle af de største tryllekunstnere i dag som David Blaine bruger også mentalist tricks som en del af deres show. Men også mange mentalister maskerer som clairvoyante, hvor de bruger deres observationsevner og coldreading til at lade det se ud som om de besidder information er ikke syntes mulig at vide uden at den måtte komme fra en ekstern kilde.